# Sikhisme
Sikhisme (IPA: [siˈkʰismə]; (punjabi) ਸਿੱਖੀ) er en religion på grundlag af lærdommen fra Guru Nanak og de ti næste Sikhguruer i Punjab i det femtende århundrede. Det er den femtestørste organiserede religion i verden.
Dette system af religiøs filosofi og udtryk er traditionelt blevet kaldt Gurmat (bogstaveligt talt guruernes råd) eller Sikh Dharma. Sikhisme kom fra ordet Sikh, som kommer fra Sanskrit-roden śiṣya, der betyder "discipel" eller "elev", eller śikṣa der betyder "instruktion". Shikisme er ikke udsprunget af hinduismen men deler flere træk med den som læren om karma og genfødsel.
Den principielle tro indenfor sikhismen er troen på waheguru — repræsenteret ved brug af det hellige symbol på ik ōaṅkār, den universelle gud. Sikhisme taler for at stræbe efter frelse gennem disciplineret, personlig meditation over Guds navn og meddelelse. En grundlæggende egenskab hos sikhismen er det ikke-antropomorfiske gudsbegreb, da en tilhænger kan forstå Gud som selve Universet. Sikher bliver ordineret til at følge de oplyste lederes ti sikhguruers lærdom og den hellige skrift Gurū Granth Sāhib. Det og skrifter fra seks af de ti sikhguruer omfatter udvalgte værker fra mange tilhængere med forskellig socio-økonomisk og religiøse baggrund. Teksten blev dekreteret af Guru Gobind Singh, den tiende guru, som Khalsa Panths sidste guru. Sikhismens traditioner og lære er tydeligt associeret med Punjabregionens historie, samfund og kultur. Tilhængere af sikhismen er kendt som "sikher" (studerende eller disciple) og tæller over 23 millioner verden over. De fleste sikher lever i Punjab i Indien og millioner af sikher boede i det, som nu er det pakistanske Punjab indtil opdelingen af Indien.

## Filosofi og lærdom
Sikhismens oprindelse ligger i lærdommen fra Guru Nanak og hans efterfølgere. Nanak var modstander af mange af sin tids religiøse skikke og overbevisninger. Essensen i Sikh-lærdom blev af Nanak opsummeret: "Realisering af Sandhed er højere end alt andet. Stadig højere er sandfærdig levevis". Sikhismen tror på lighed mellem alle mennesker og afviser diskrimination på basis af kaste, tro og køn. Sikhismen tillægger heller ikke askese nogen betydning som et middel til at opnå frelse, men understreger i stedet vigtigheden af at leve sit liv som familieforsørger .
Sikhismen er en monoteistisk religion. I sikhismen er Gud – kaldet Vāhigurū — formløs, tidløs og usynlig : niraṅkār, akāl og alakh. Begyndelsen af den første udarbejdelse af sikh-skrifter er tallet "1", som betegner at Gud er universel . Det erklærer at Gud er allestedsnærværende og uendelig, og betegnes af begrebet ēk ōaṅkār. Sikher tror på at før skabelsen var alt hvad der eksisterede Gud og hans hukam (vilje eller ordre). Da Gud ville det blev hele kosmos skabt. Fra disse begyndelser nærede Gud "fristelsen  og tilknytningen" til māyā, eller den menneskelige opfattelse af virkelighed.
Mens en fuld forståelse af Gud ikke kan opnås af mennesker, beskrev Nanak Gud som ikke fuldstændig ukendelig. Gud er allestedsnærværende (sarav viāpak) i alle skabelser og kan ses overalt af de vækkede. Nanak understregede at Gud skal ses fra et menneskes "indre øje", eller "hjerte": tilhængere skal meditere for at komme fremad mod oplysning. Guru Nanak Dev lagde fokus på åbenbaring gennem meditation, da dens strenge anvendelse tillader tilstedeværelsen af kommunikation mellem Gud og mennesker. Gud har intet køn i sikhismen, selv om oversættelser fejlagtigt præsenterer en Gud af hankøn.

### Stræben efter frelse ogkhalsa
Nanaks lære er ikke bygget på en endelig destination som himmerige eller helvede, men på en spirituel forening med Gud hvilket resulterer i frelse. De centrale forhindringer for opnåelse af frelse er sociale konflikter og en tilknytning til jordiske sysler, som forpligter mænd og kvinder til et endeløst cyklus af fødsel – et begreb kendt som reinkarnation.
Māyā — defineret som illusion eller "uvirkelighed" — er en af de centrale afvigelser fra stræben efter Gud og frelse: mennesker distraheres fra hengivenhed af jordlige tilknytninger, som kun giver illusorisk tilfredsstillelse. Nanak understregede dog at māyā ikke var en henvisning til verdens uvirkelighed, men til dens værdiers. I sikhismen menes indflydelsen fra ego, vrede, grådighed, tilknytning og lyst — kendt som de Fem Onder  — at være særligt ondartede. De, som er sårbare overfor de Fem Onder, lider den skæbne at blive separerede fra Gud, og situationen kan kun afhjælpes efter intensiv hengivenhed.
Nanak beskrev Guds åbenbaring — vejen til frelse — med begreber såsom nām (det guddommelige Navn) og śabad (det guddommelige Ord) for at fokusere på åbenbaringens helhed. Nanak betegnede ordet guru (betydning lærer) som Guds stemme og kilden og vejledningen til viden og frelse. Frelse kan kun opnås gennem hård og disciplineret hengivenhed til Gud. Nanak lagde særligt fokus på det irrelevante i udadvendte observationer såsom ritualer, pilgrimsfærd og askese. Han understregede at hengivenhed må finde sted gennem hjertet, med ånden og sjælen.
En central praksis som bør følges er nām simraṇ: mindet om det guddommelige Navn. Den verbale gentagelse af Guds navn, eller en hellig stavelse, er en etableret praksis i religiøse traditioner i Indien, men Nanaks fortolkning lagde fokus på indadvendt, personlig overholdelse. Nanaks ideal var den totale udsættelse af ens væsen for det guddommelige navn og en fuldstændig tilpasning til Dharma eller den "Guddommelige Orden". Nanak beskrev resultatet af den disciplinerede anvendelse af nām simraṇ som en "vækst frem mod og ind i Gud" gennem en gradvis proces a fem stadier. Det sidste af disse er sac khaṇḍ (Sandhedens domæne) — den endelige forening af ånden med Gud.
Nanak lagde vægt på kirat karō: at en Sikh burde afbalancere arbejde, bønner og velgørenhed, og skulle beskytte alle væsners rettigheder, specielt andre mennesker. De anbefales at have et chaṛdī kalā, eller "optimistisk", syn på livet. Sikh-lære understreger også princippet om at dele — vaṇḍ chakkō — gennem uddelingen af gratis mad ved Sikh gurdwaraer (laṅgar), velgørenhedsdonationer, og at arbejde for fællesskabets og andres bedste (sēvā).

## Døden i sikhismen
Karma og samsara er den del af troen, som omfatter handlingernes skæbnebestemmende kraft og genfødsel. De tror også, at sjælen er udødelig, og at den søger at blive genforenet med Gud. At blive født ind i en sikh-familie er et tegn på en god karma, for først i denne religion er der optimal mulighed for at blive frelst. Døden er set i dette lys en afgørende mulighed for at blive forenet med Gud.
Sikher bruger i lighed med hinduer kremering, men jordfæstelse er ikke forbudt. Liget vaskes og iføres ligklæde og de fem K'er. Hymner fra Adi Granth afsynges, båren placeres på bålet, aftenhymnen synges og til slut udføres en ardas. Deltagerne vasker sig ved hjemkomsten, og før de forlader den dødes familie modtager de karah parshad, den hellige spise. Som regel foranstalter familien en total recitation af den hellige bog i løbet af de næste dage.

## Fodnoter
1. ↑  Singh, Khushwant (2006). The Illustrated History of the Sikhs. India: Oxford University Press. s. 15. ISBN 0-19-567747-1.
2. ↑  Nabha, Kahan Singh (1930). Gur Shabad Ratnakar Mahan Kosh/ਗੁਰ ਸ਼ਬਦ ਰਤਨਾਕਰ ਮਹਾਨ ਕੋਸ਼ (punjabi). s. 720. Arkiveret fra originalen 18. marts 2005. Hentet 2006-05-29. (punjabi)
3. ↑  Axel, Brian Keith (2001). The Nation's Tortured Body: Violence, Representation, and the Formation. Duke University Press. s. 88. ISBN 0822326159.
4. ↑  Teece, Geoff (2004). Sikhism:Religion in focus. Black Rabbit Books. s. 4. ISBN 1583404694.
5. ↑  Mark Juergensmeyer, Gurinder Singh Mann (2006). The Oxford Handbook of Global Religions. US: Oxford University Press. s. 41. ISBN 0195137981.
6. ↑  Ardinger, Barbara (2006). Pagan Every Day: Finding the Extraordinary in Our Ordinary Lives. Weisfer. s. 13. ISBN 1-57863-332-X.
7. 1 2 3  Parrinder, Geoffrey (1971). World Religions:From Ancient History to the Present. USA: Hamlyn Publishing Group. s. 252. ISBN 0-87196-129-6.
8. ↑  Dev, Guru Nanak Dev. Guru Granth Sāhib ji. s. 1035. Hentet 2006-06-15. I uendelige æoner var der kun fuldstændigt mørke. Der var ingen jord eller himmel; der var kun Hans Hukams uendelige Ordre.
9. ↑  Dev, Nanak. Gurū Granth Sāhib. s. 1036. Hentet 2006-06-15. Da han ville det skabte Han verden. Uden nogen understøttende kraft opretholdt Han Universet. Han skabte Brahma, Vishnu og Shiva; Han plejede fristelsen og tilknytningen til Maya. {{cite book}}: Teksten "14" ignoreret (hjælp)
10. ↑  Brodd, Jefferey (2003). World Religions. Winona, MN: Saint Mary's Press. ISBN 978-0-88489-725-5.
11. ↑  Parrinder, Geoffrey (1971). World Religions: From Ancient History to the Present. United States: Hamlyn Publishing Group Limited. s. 253. ISBN 0-87196-129-6.
12. 1 2  Parrinder, Geoffrey (1971). World Religions: From Ancient History to the Present. United States: Hamlyn Publishing Group Limited. s. 254. ISBN 0-87196-129-6.

## Eksterne links
Gurdwara Siri Guru Singh Sabha – det danske sikh-samfund (Vanløse)